# Mapa Helwiga

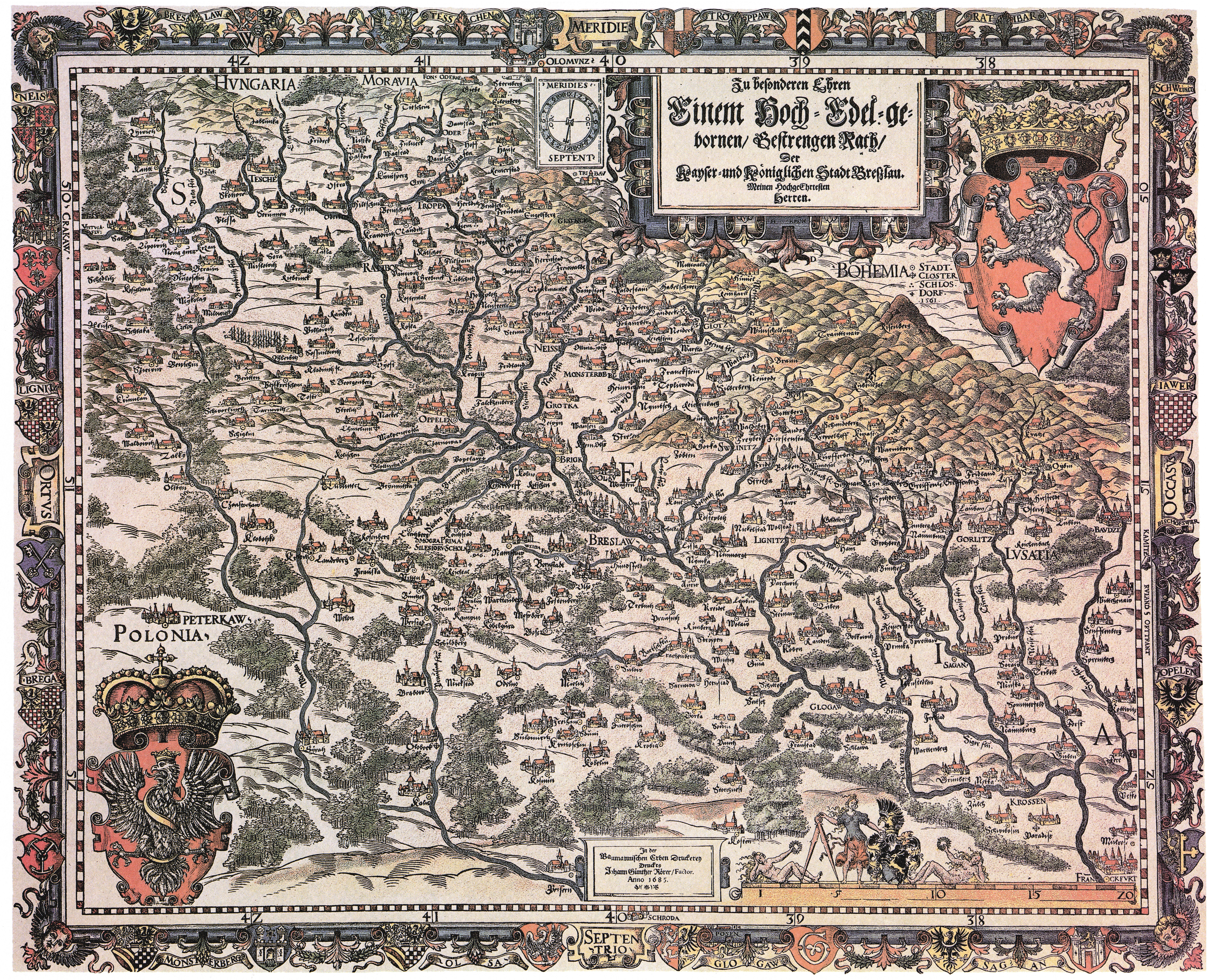
Mapa Helwiga

Mapa Helwiga (łac. Tabula geographica, sive Mappa Silesiae) – poglądowa mapa Śląska sporządzona w XVI wieku przez Martina Helwiga.
Martin Helwig sporządził mapę na podstawie własnych obserwacji, a także opowieści lokalnej ludności. Mapa po raz pierwszy została wydana w Nysie w 1561 roku. Później wielokrotnie wznawiana (1605, 1627, 1642, 1685, 1738, 1745, 1746, 1765, 1776 dwukrotnie i 1778), aż do połowy XVIII wieku stanowiła podstawowe źródło informacji kartograficznej o tym obszarze.
Mapa jest w skali ok. 1:540 000. Wymiary mapy: 57,5 × 73 cm (z ramką: 67 × 81,5 cm). Przedstawia tereny od Krakowa do Bischofswerda i od Poznania do Ołomuńca. Mapa jest zorientowana na południe. Znajduje się na niej przeszło 370 lokalizacji. Ich rozmieszczenie pokrywa się z mapą Europy z 1554 roku autorstwa Merkatora.
Już w 1570 znalazła się w pierwszym wydaniu atlasu Abrahama Orteliusa Theatrum orbis terrarum.